# Marais de Suscinio
Pour les articles homonymes, voir Suscinio.
Les marais de Suscinio sont un ensemble composé de marais salants et d'étangs d'eau douce. Une entité hydrographique à part entière est constituée par les marais de Landrezac situés à l'est des marais de Suscinio. 
Proches du golfe du Morbihan, les marais de Sucinio sont situés dans la commune de Sarzeau dans le département du Morbihan. Ils sont protégés pour leur intérêt écologique, particulièrement pour les populations d'oiseaux qui les fréquentent.

## Protection
Les marais de Suscinio sont une ZNIEFF, de type 1. Avec la rivière de Penerf, ils constituent la Zone Spéciale de Conservation FR 53 000 30 du réseau de sites Natura 2000.

## Localisation
Le marais de Suscinio est composé d'anciennes salines et d'étangs d'eau douce .

## Écologie

### Faune
Les marais de Suscinio hébergent régulièrement les spatules de la mer du Nord. On y observe parfois le balbuzard pêcheur essentiellement durant les périodes de migration, de mi-août à mi-novembre.
Les avocettes sont nombreuses en décembre  ; les hérons cendrés et  pourprés, les aigrettes garzettes, les ibis sacrés, les cigognes blanches, les cygnes sauvages, les grèbes à cou noir et esclavons sont régulièrement observés sur le site. 
La Phragmite aquatique est observée en halte migratoire post-nuptiale en août et septembre.
Parmi les nombreux insectes observés, l’Agrion de Mercure a été repéré à plusieurs reprises.

### Flore
La jussie est présente dans les marais de Suscinio où elle a un fort impact sur les zones humides envahies. 
Le Conseil Général a initié des interventions d’arrachage à partir de 2007.
Cependant, malgré l'invasion de cette espèce, de nombreux espaces écologiques sont occupés par diverses zones humides, où cohabitent de nombreuses formations végétales humides, des eaux calmes, de diverses salinités, avec des espèces spécialisées et d'autres rares. Ces formations végétales ont des apports écologiques bénéfiques, aux milieux humides, stagnant derrière la dune. Ces formations sont aussi autant d'habitats végétaux pour l'avifaune, en particulier les espèces migratrices, hivernales comme estivales. Les roselières omniprésentes se composent du roseau Phragmites australis, espèce dominante. S'y mêlent des espèces hydrophiles enracinées : l'Iris jaune, Iris pseudacorus, l'Oenanthe crocata, d'Europe atlantique, la cardamine des prés, printanière, le lychnis floscuculis, l'épilobe à grandes fleurs, florissante en été. D'autres œnanthes plus rares y habitent, ainsi le scirpe des marais, Elocharis palustris. En été y fleurissent la guimauve, Althaea officinales, la salicaire, Eupatorium canabinoides, des joncs, Juncus effusus, Juncus conglomeratus, des laîches, le carex dystique, Carex remota, Carex paniculata. Des Typhaies (Typha angustifolia) se mêlent aux roselières où se rencontre Rumex hydrolapathum, un Rumex des marais. Des formations de végétation aquatique flottante, y sont présentes, notamment les herbiers à Morène de grenouilles ; d'autres sont formées par des potamots. Des bois humides protègent les formations basses marécageuses. Des forêts de Saule roux y dominent, Salix atrocinerea, d'Europe occidentale, à floraison printanière. L'Orme, Ulmus minor, le Frêne, Fraxinus excelsior, Quercus robur, le Chêne pédonculé, accompagnent le Saule roux. Des pieds de Saule pleureur, Salix babylona, échappés de jardins, s'invitent. Les sous-bois arbustifs sont assez communs. Ils se composent d'arbustes de la famille des Rosacées ; Prunellier, Prunus spinosa, Ronce, Rubus gr. fucticosa, Aubépine, Églantier, à floraisons printanières successives. Le Sureau, Sambucus nigra, est là ; la Jacinthe des bois, printanière; le Gléchome à feuilles de lierre, en tapis ; diverses Stellaires, et Ceraistes, et la Fougère aigle. Dans des sous-bois s'observent de belles fougères, rares, par leur smilieux, l'Osmonde Royale, Osmunda regalis, la fougère des marais et, plus commun, Dryopteris affinis. En été, dans la strate herbacée, des sous-bois abondent le Galium palustre, l'Ache inodore, Helosciadum nodiflorum, le Lotier des marais, Lotus pedunculatus, le Lychnis floscuculis, des Potentilles, Potentilla erecta, Potentilla reptans, diverses Lamiacées, Clinopodium vulgare, Clinopodium nepeta, des Liserons, dont Calystegia sepium, Le Lycope d'Europe, Persicaria hydropiper, les Menthes, le Pulicaire dysentérique, l'Angélique des bois, l'Écuelle d'eau, Hydrocotyle vulgaris, le Plantain d'eau, Alisma plantago-aquatica, la Scutellaire en casque, des bouquets bas de Myosotis, diverses Stachys, Stachys sylvatica, Stachys palustris, des tapis de Glechoma heredraceae. Centhauruim tenuiflorum, une Erytrée y est présente. Dans les ourlets végétaux se rencontrent l'Iris fétide, l'Arum d'Italie, le Sureau yèble, le Datura, des Polypodium, le Tamier, la Bryone dioique, la Crécerelle.
La végétation des berges exondées est très observable sur les rives des marécages, où s'observent des espèces enracinées hydrophiles, exondables, peu communes, la Renoncule de Baudot, en fleur au printemps, inondée, la Renoncule scélérate, le Cresson, le Rorippe amphibe, des Myosotis, et dans les herbes, Lathyrus hirsuta. Ces plantes fixent les rives lacustres. Dans l'étang d'eau libre saumâtre, derrière la dune, à proximité de parkings, une végétation halophile borde l'étang, des tapis ras colorés, de Salicornes, Salicornia europeus, occupent les bancs sédimentaires, baignés d'eau saumâtre. le Scirpe maritime, Bolboschoenus maritimus, se mêle alors aux Roseaux. 
Enfin, devant les marais, une dune barre l'accès des eaux marines, qui s'infiltrent à travers elle. On y reconnaît, en haut de plage, la dune embryonnaire, où vit Honckenya peploides, le Pourpier de mer, la Renouée maritime, Polygonum maritimum, protégée nationalement, l'Atriplex des dunes, Atriplex laciniata. Le Crithmum maritimum occupe beaucoup les dunes fixes, qu'on tente de protéger et de restaurer, malgré les intenses surfréquentations subies. Le Galium arenarium y est présent, l'Eryngium campestre, beaucoup de Vipérine, Echium vulgare, l'Ail monocéphale, Allium sphaerocephalon. Le Dompte-venin y a quelques pieds. Enfin, des algues subtidales, arrachées aux fonds benthiques subtidaux se déposent parfois abondamment, lors de tempêtes. Sinon, le sable est l'habitat des divers petits crustacés amphipodes dont se nourrissent des Limicoles, tel que le Bécasseau sanderling.

## Histoire
La création des marais de Suscinio est liée à la construction du château en 1218. Sans doute initiée par les moines de Saint-Gildas, poursuivie par les ducs de Bretagne, la saliculture est abandonnée au début du XXe siècle.